# Hasard (Aristote)
Le hasard désigne chez Aristote une conjonction de causes qui produisent non-intentionnellement un effet qui a lieu rarement ou non régulièrement, et qui aurait pu être produit intentionnellement. Il s'agit d'un concept philosophique de la métaphysique d'Aristote.  

## Concept

### Rejet des définitions traditionnelles
Aristote recense dans la Physique (livre II) et dans la Métaphysique (livre VI) plusieurs définitions usuelles du hasard, qu'il refuse. Il constate que l'on appelle souvent « hasard » ce dont on n'arrive pas à cerner les causes. D'autres soutiennent que le hasard est bien une cause, mais cachée à l'esprit car « divine et trop surnaturelle ». Le Stagirite rejette l'une comme l'autre, car le hasard est pour lui le fruit de causes, et ne peut être réduit à une intervention divine.

### Adoption d'une définition rationnelle
Il propose ainsi une définition inédite du hasard. Considérant qu'un effet ne peut pas ne pas avoir de cause, le hasard ne peut être défini comme quelque chose qui aurait pu ne pas être ; car dès lors que des causes sont à l’œuvre, et que les causes produisent des effets, alors l'effet en question est bel et bien déterminé. Le hasard est donc une cause (ou une conjonction de causes) qui ont déterminé un phénomène, quoique la détermination n'ait pas été intentionnelle. En d'autres termes, le hasard est le fruit de « la combinaison entre une série causale (et finalisée) et une apparence de finalité liée à un intérêt humain que l'on projette sur l'évènement », qui produit une nécessité.
Le philosophe utilise ainsi l'exemple de la rencontre fortuite. Si l'on se rend à l'agora pour discuter avec des amis, et que l'on rencontre quelqu'un qui nous doit de l'argent et qui ainsi nous le rend, la rencontre est un « hasard » dans le sens où elle a été causée non-intentionnellement et que l'évènement a lieu de manière rare ou irrégulière.

### Catégorisation du hasard
Aristote utilise deux concepts différents pour traiter du hasard. On trouve tuché et automaton. Le premier est réservé aux affaires humaines, tandis que l'autre a trait aux autres phénomènes. Tuché est souvent traduit par « fortune », car le terme se réfère traditionnellement aux humains, tandis que le terme d'automaton traduit bien l'absence de raison humaine. Ainsi, « quand des choses ont lieu sans avoir en vue le résultat et en ayant leur cause finale en dehors de lui, alors nous disons que ce résultat est un effet du hasard (automaton) ».